# Fontenay (Indre)
Fontenay é uma comuna francesa na região administrativa do Centro, no departamento de Indre. Estende-se por uma área de 12,33 km². Em 2010 a comuna tinha 90 habitantes (densidade: 7,3 hab./km²).